# Истоминцы
 Истоминцы — деревня в Кировской области. Входит в состав муниципального образования «Город Киров»

## География
Расположена на расстоянии примерно 9 км по прямой на юго-запад от железнодорожного вокзала станции Киров.

## История
Известна с 1671 года как починок Федотовской с 1 двором, в 1764  57 жителей, в 1802 (починок Федотовской во 2-м селении) 6 дворов. В 1873 году здесь (деревня Федотовская 1-я  или Истонины) дворов 3 и жителей 12, в 1905 (Федотовская 2-я  или Истоминцы) 2 и 11, в 1926 (Истоминцы или Федотовский 2-й) 2 и 16, в 1950 (Истоминцы) 3 и 13, в 1989 1 постоянный житель. Административно подчиняется Ленинскому району города Киров.

## Население
Постоянное население составляло 2 человека (русские 100%) в 2002 году, 4 в 2010.